# Maria Quitéria
Maria Quitéria de Jesus Medeiros, née le  27 juillet 1792 à Feira de Santana et morte le 21 août 1853 à Salvador, est une militaire brésilienne, héroïne de la guerre d'indépendance. Elle est la première femme à s'être enrôlée dans une unité des forces armées brésiliennes et la première femme à avoir combattu pour le Brésil, en 1823,.
En 1996, le gouvernement brésilien lui décerne le titre de marraine du cadre complémentaire des officiers de l'Armée de terre brésilienne.

## Biographie
C'est par sa rencontre avec Maria Callcott, peintre et historienne anglaise qui a vécu quelques années au Brésil que nous sont parvenues les principales informations sur Maria Quitéria, via son journal, publié à Londres en 1824.

### Famille de planteurs
Maria Quitéria naît et vit dans la propriété de sa famille, où est cultivé du coton et élevé du bétail, dans l'actuelle Feira de Santana. La plantation est de taille moyenne et compte 27 esclaves.

### Travestissement pour participer à la guerre d'indépendance
En septembre 1822, éclate la guerre d'indépendance du Brésil. Le gouvernement provisoire recrute alors, dans les grandes propriétés terriennes, des volontaires pour combattre les Portugais. Celle de la famille n'ayant pas de fils majeur, l'émissaire repart sans recrue, mais Maria Quitéria l'a entendu. Celle-ci s'habille en homme et part en prenant l'uniforme et l'identité de son beau-frère, José Meideros, avec l'aide de sa sœur, Josefa, qui coupe ses cheveux.

### Engagement au grand jour

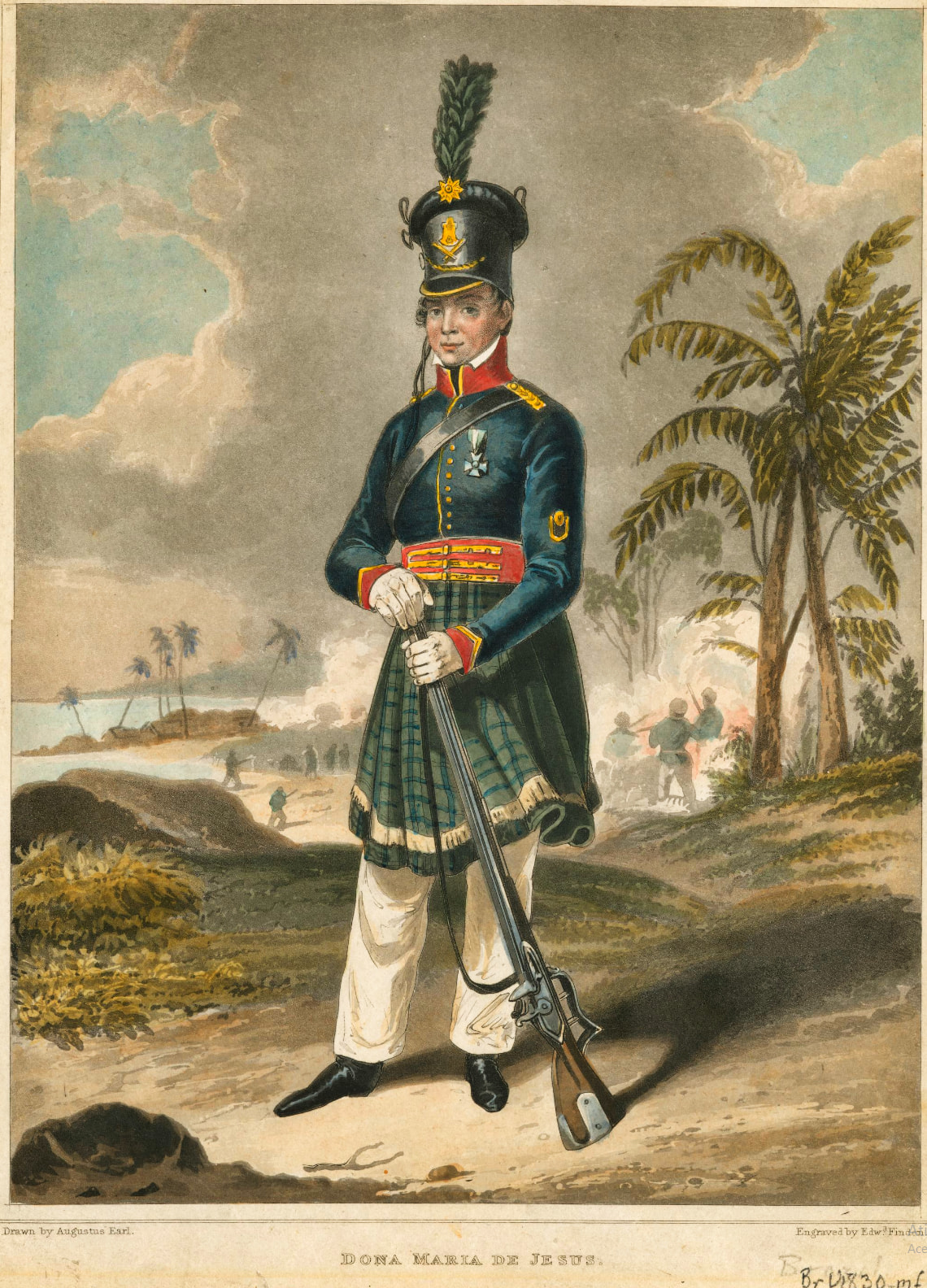
Dona Maria de Jesus, aquatinte d'Augustus Earle, 1830.

Sous son identité masculine, elle se fait remarquer par ses supérieurs pour son habileté au tir. Lorsque son père apprend où elle est, il s'y déplace pour la ramener, mais le commandant refuse de la renvoyer après avoir appris sa véritable identité. Paulo Rezzutti (pt), chercheur et écrivain, explique qu'« elle était meilleure tireuse que nombre de recrues ».
Une fois découverte, elle est acceptée par ses supérieurs et reçoit l'autorisation de se battre et de s'habiller en femme. Le conservateur et historien de l'art Nathan Gomes précise qu'en mars 1823, le bataillon demande pour elle du tissu afin qu'elle « se confectionne une jupe d'uniforme », après une période estimée à 5 ou 6 mois.
Elle est rapidement élevée au rang de cadette, c'est-à-dire de future officière.

### Décorée par l'empereur Pierre Ier
Le 20 août 1823, elle est reçue à Rio de Janeiro par l'empereur Pierre Ier qui la fait chevalière de l'Ordre impérial de la Croix du Sud en remerciement de son audace et de la prise de la capitale de Bahia.

## Hommages

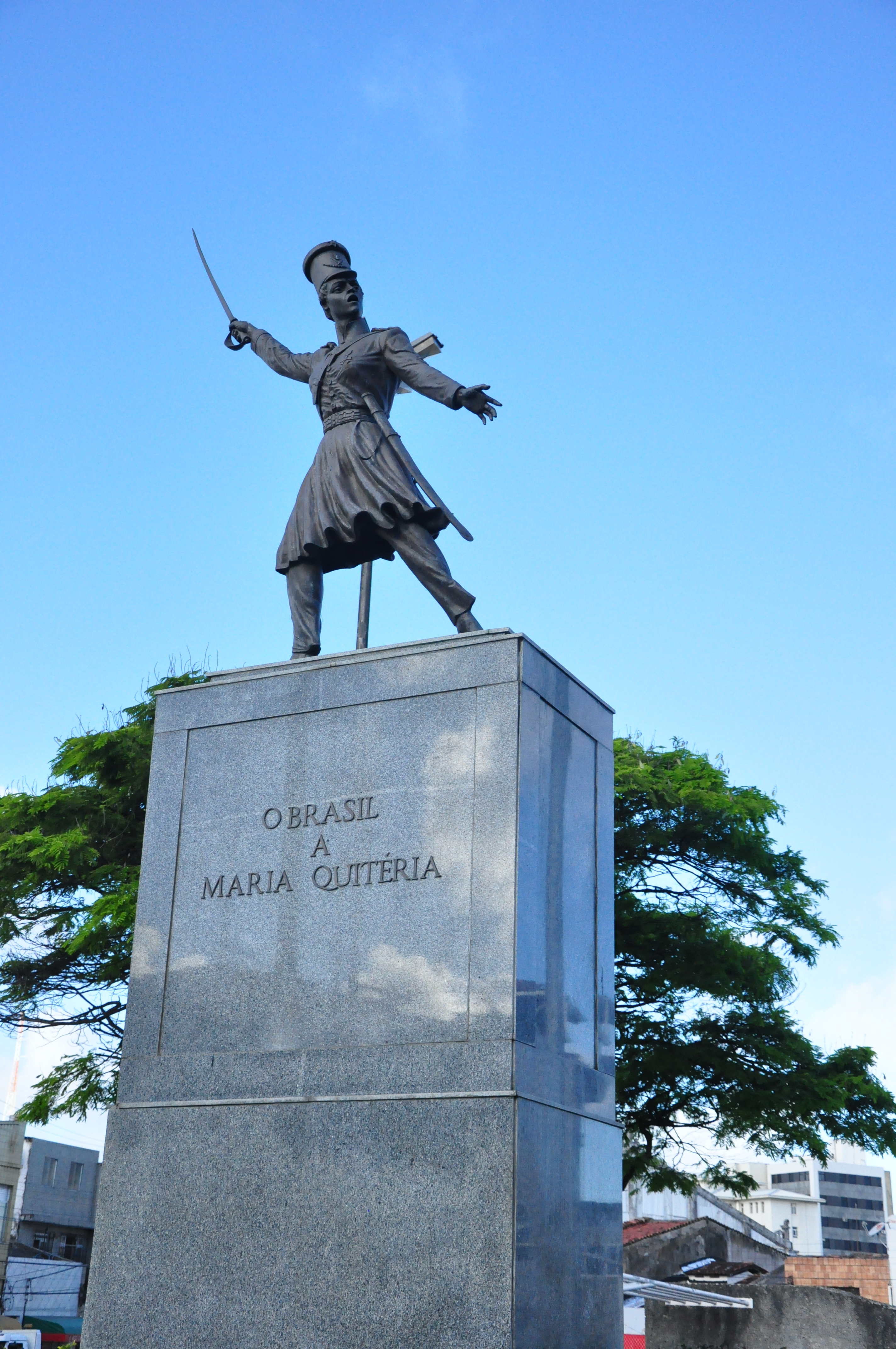
Statue de Maria Quitéria à Salvador de Bahia.

En 1920, le musée de l'Ipiranga de São Paulo demande à l'artiste Domenico Failutti de faire son portrait à l'occasion des préparatifs du centenaire de l'indépendance. Celui-ci abonde alors la collection du musée.
En 1953, à l'occasion du centenaire de sa mort, Salvador de Bahia érige une statue en son honneur.
En 1996, elle est nommée marraine du cadre complémentaire des officiers de l'armée de terre du Brésil.
En 2018, elle entre dans le Livro dos Heróis e Heroínas da Pátria (Livre des héros et héroïnes de la Patrie) du Brésil.

## Distinctions
- Ordre impérial de la Croix du Sud

## Galerie

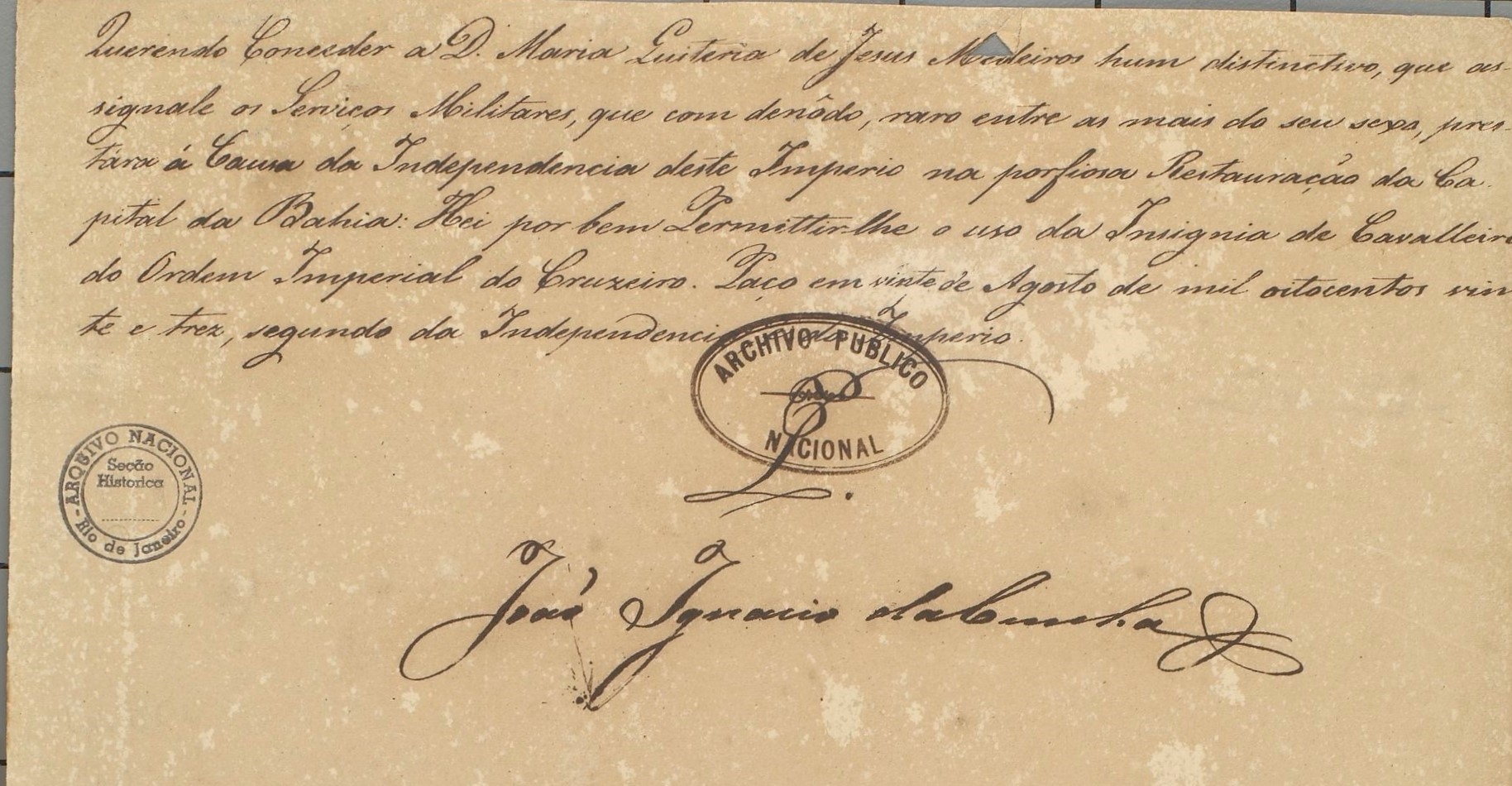
Décret du 20 août 1823 par lequel l'empereur Pierre Ier du Brésil honore Maria Quitéria des insignes de chevalier de l'Ordre impérial de la Croix du Sud.
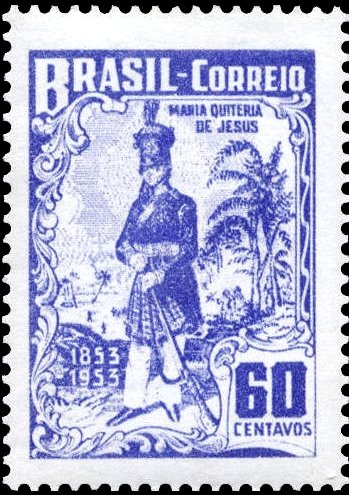
Timbre de 1853 commémorant le centenaire de la mort de Maria Quitéria.
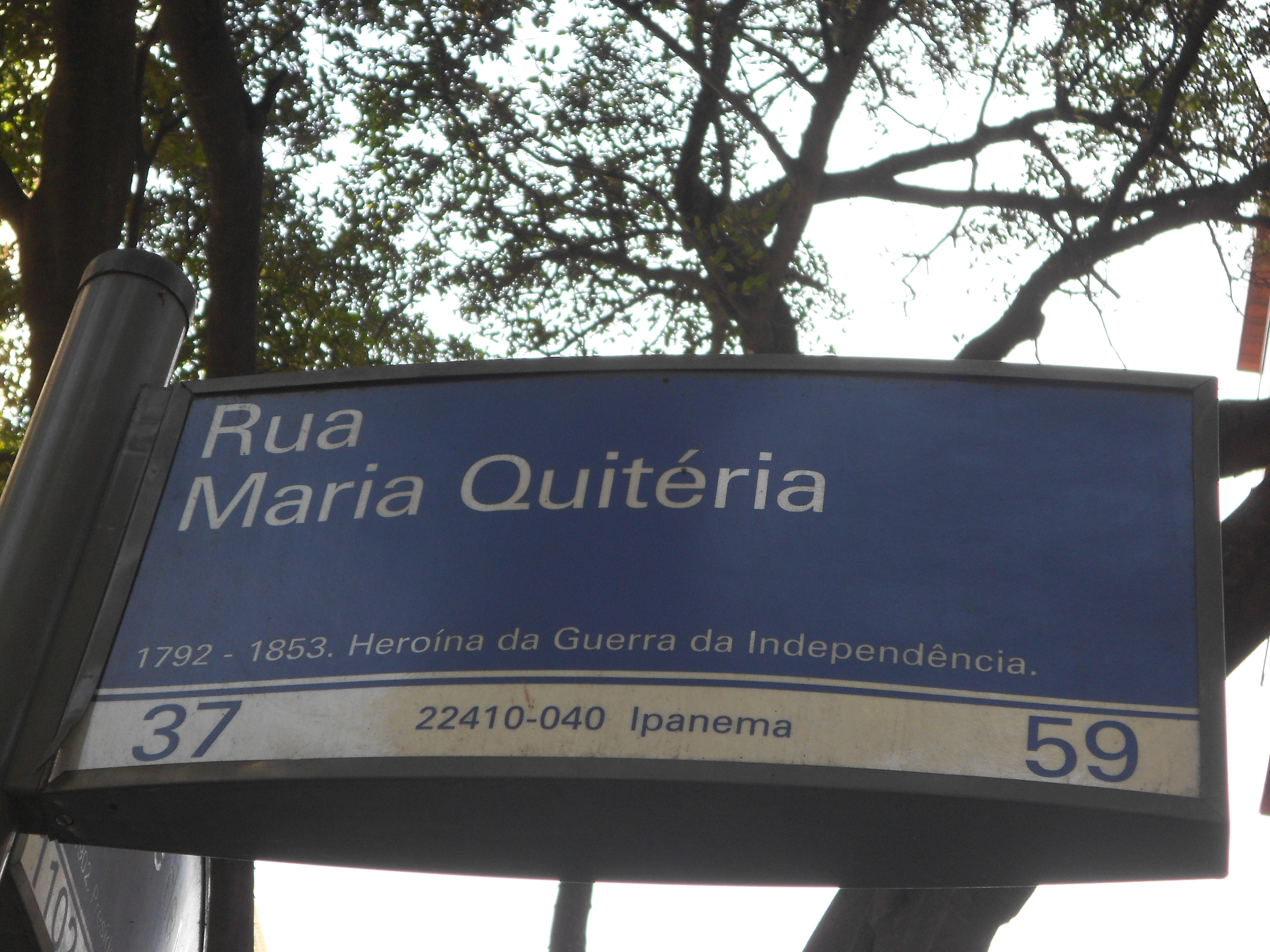
Plaque de la rue Maria Quitéria dans le quartier d'Ipanema à Rio de Janeiro.
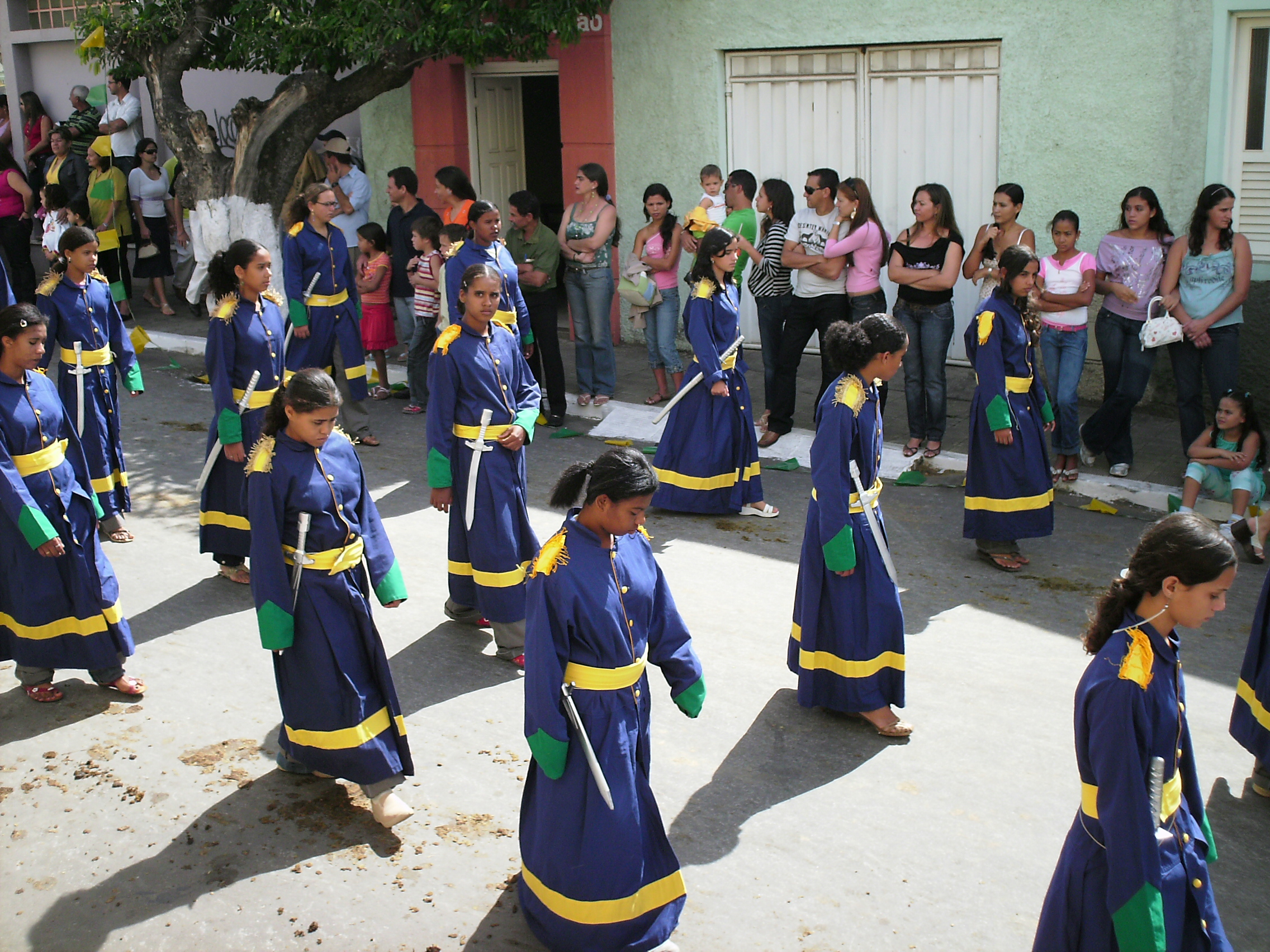
Défilé en costume de Maria Quitéria à Caetité, à l'occasion de la célébration de l'indépendance du Brésil dans l'État de Bahia le 2 juillet 2007.